# Бушуєв Сергій Дмитрович
Сергі́й Дми́трович Бушу́єв (нар. 1 січня 1947, м. Біла Церква, Київська область) — український кібернетик, доктор технічних наук (1986), професор (1988), лауреат Державної премії України у галузі науки і техніки (2009), академік Академії будівництва України, Заслужений діяч науки і техніки України.

## Біографія
У 1970 році закінчив Київський інженерно-будівельний інститут.
У 1973—1976 працював в інституті старшим викладачем. У 1976—1986 був доцентом. З 1986 року — професор, завідувач кафедри автоматизації будівничого виробництва. З 2001 року завідує кафедрою проектного менеджменту.
Наукові дослідження — з комп'ютерних систем управління та проектного менеджменту.

## Родина
Донька — Бушуєва Наталія Сергіївна, професор на тій же кафедрі проектного менеджменту КНУБА.

## Громадська діяльність
Член («академік») ГО «Українська академія наук», засновник та президент Української асоціації управління проектами, член Ради Директорів Всесвітньої Асоціації Управління Проектами, академік Нью-Йоркської академії наук. Головний радник Міністра фінансів України в 2010—2012 рр. Співавтор книжки разом з міністром фінансів Федором Ярошенком та прем'єр-міністром Миколою Азаровим.

## Важливі праці
- Ярошенко Ф. О. Науково-практичний коментар до Бюджетного кодексу України / Ф. О. Ярошенко, С. Д. Бушуєв. — К. : Міністерство фінансів України, УДУФМТ, 2010. — 592 с.
- Азаров, М. Я., Ярошенко, Ф. О., & Бушуєв, С. Д. (2011). Інноваційні механізми управління програм розвитку. К. : Самміт книга, 2011.–564 с.
- Ярошенко, Ф. О., & Бушуєв, С. Д. (2011). Багатовекторне управління програмами розвитку державних фінансів. Фінанси України, (12), 3-10.
- Бушуев, С. Д., Ярошенко, Н. П., & Ярошенко, Ю. Ф. (2013). Управление проектами и программами развития организаций на основе предпринимательской энергии. Управление проектами и программами, 4, 300—311.